# NGC 3850
NGC 3850 is een balkspiraalstelsel in het sterrenbeeld Grote Beer. Het hemelobject werd op 14 april 1789 ontdekt door de Duits-Britse astronoom William Herschel.

## In de kom van deGrote steelpan
Het stelsel NGC 3850 bevindt zich, vanaf de aarde gezien, in de rechthoek gevormd door de sterren Dubhe, Merak, Phad, en Megrez, die de kom van het gemakkelijk herkenbare asterisme Grote steelpan (Big dipper) vormen.

## Fout in Wil Tirion'sUranometria 2000.0
In de eerste editie van Wil Tirion's Uranometria 2000.0 sterrenatlas (1987) is, op kaart 47, NGC 3850 vergezeld van het stelsel NGC 3889. Dit is een fout, omdat in werkelijkheid NGC 3889 zich net ten noordoosten van het stelsel NGC 3888 bevindt, halfweg tussen de stelsels NGC 3850 en NGC 3898.

## Synoniemen
- UGC 6733
- MCG 9-19-174
- ZWG 268.79
- PGC 36660